# Jan Kašpar Hirschely
Jan Kašpar Hirschely, také Johann Caspar Hirschely (Hirschelli, Hirschelius, Hirsselius) (5. ledna 1695 Praha – 15. ledna 1743 tamtéž) byl český malíř vrcholného baroka.

## Život a dílo
Vyučil se v ateliéru Jana Vojtěcha Angermayera v Praze, osamostatnil se roku 1718. Roku 1724 byl přijat do staroměstského malířského cechu. Věnoval se především olejomalbě drobných formátů na dřevěných deskách, žánru zátiší z květin, drobných zvířat, potravin, nápojů a stolního náčiní. Maloval také vanity, v době renesance a baroka oblíbený žánr zátiší pomíjivosti života s lebkou, zlomenou svící , přesýpacími hodinami či výstražným nápisem.

## Galerie

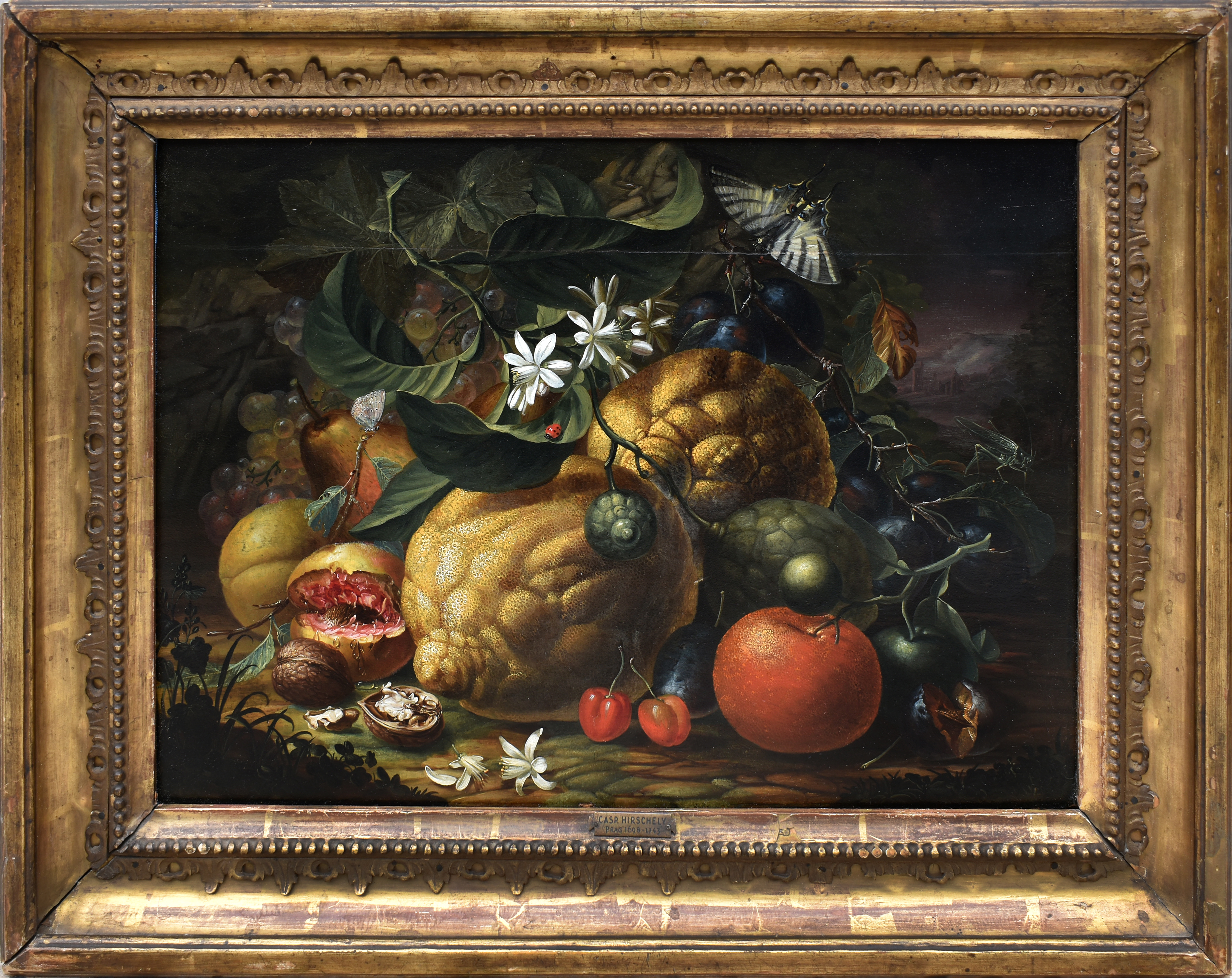
Kašpar Hirschely: Bohaté zátiší. Kabinetní malba kolem 1730. Olej na dřevě
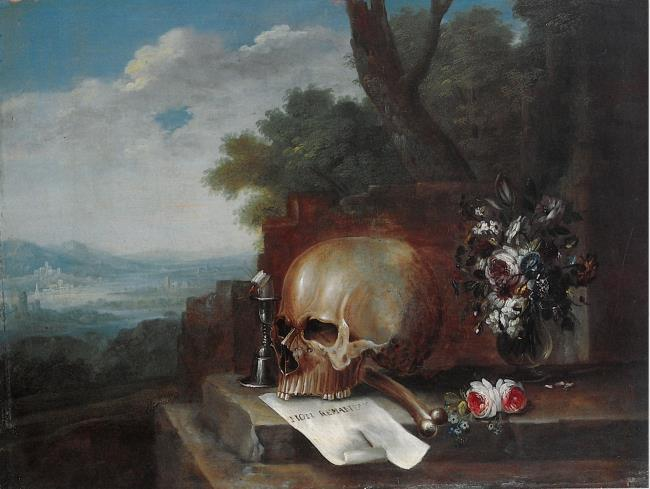
Vanitas s nápisem „Non remaneris“, 1727, Severočeská galerie Liberec
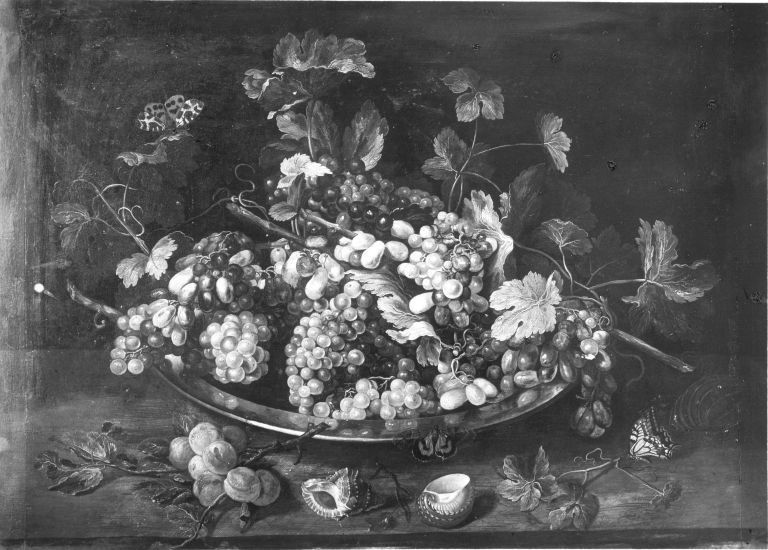
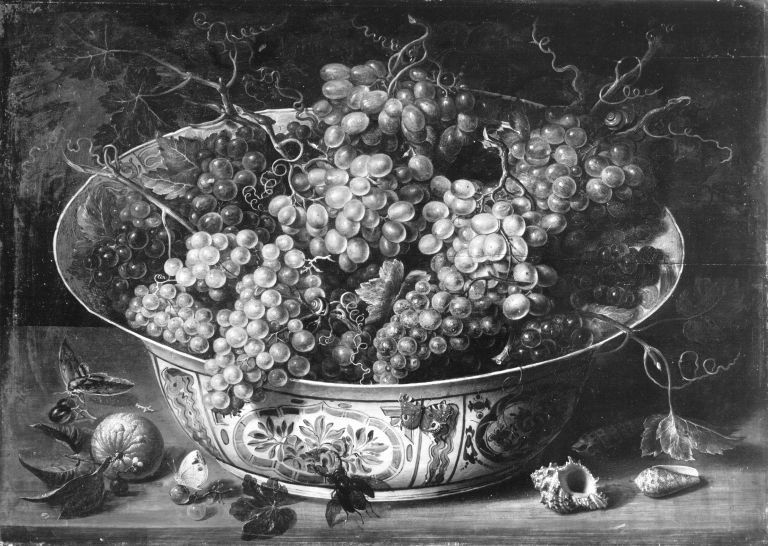
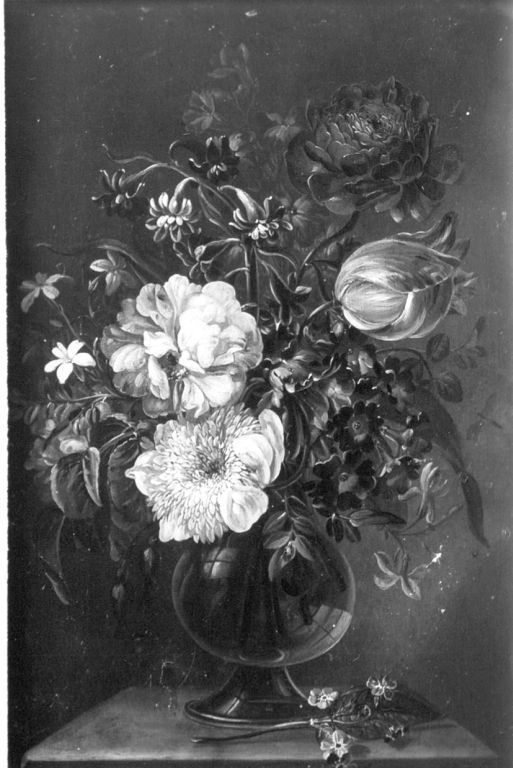
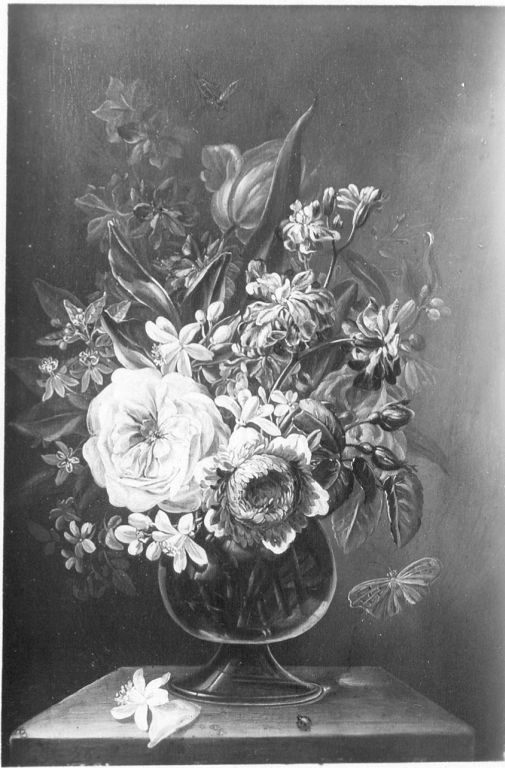
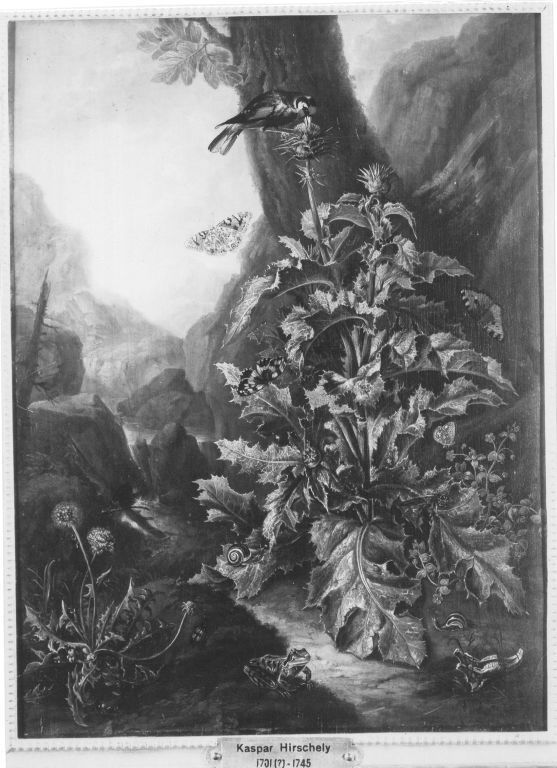
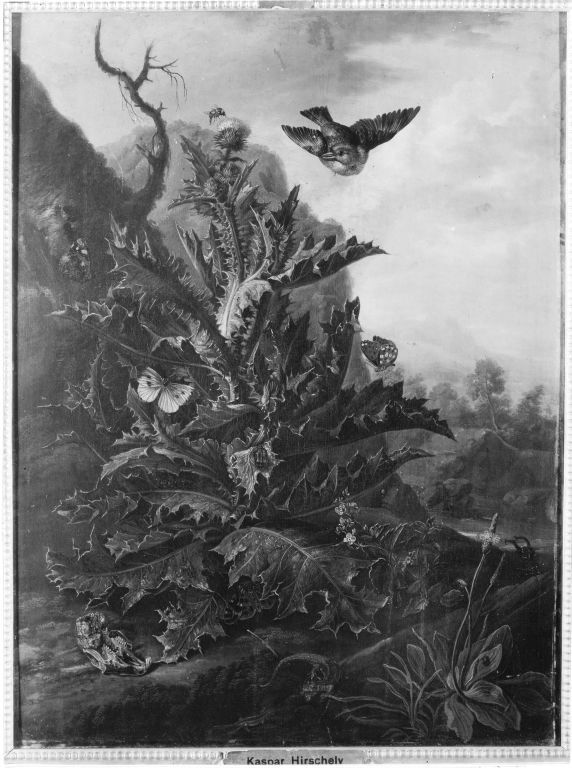